# Louis Gautier-Chaumet
Louis Gautier-Chaumet, né le 21 mars 1895 à Angers (Maine-et-Loire) et mort le 10 mars 1983 à Paris, est un journaliste et homme politique français.

## Biographie
Après des études primaires qui le conduisent au brevet supérieur, Louis Gautier est mobilisé pour participer à la Première Guerre mondiale. Son attitude pendant le conflit lui vaut la croix de guerre et la légion d'honneur.
Rendu à la vie civile, il fait carrière dans le journalisme, ajoutant à son nom le patronyme de sa mère. Rédacteur en chef de La Presse de 1926 à 1932, il est alors nommé directeur du service politique de l'Intransigeant. En 1937, il prend la même fonction au sein du journal nouvellement créé Ce soir. Parallèlement, il est rédacteur en chef de Radio-Cité à partir de 1933.
Proche, des milieux radicaux, il est directeur de cabinet d'Hippolyte Ducos de juin 1932 à février 1934. En 1939, il devient secrétaire général de la fédération de la Seine du petit parti républicain socialiste.
Après la seconde guerre mondiale, il rejoint le Rassemblement des Gauches Républicaines, dont il est membre du bureau national à partir de 1945, délégué à la propagande en 1947, puis vice- président en 1954.
En 1956, il mène une liste RGR dans la troisième circonscription de la Seine. Avec 3,8 % des voix, il est élu de justesse.
En 1957, il se prononce, comme rapporteur de la commission de la production industrielle et de l'énergie, favorablement à la ratification des traités créant la CEE et Euratom.
Sa carrière politique se termine cependant avec la Quatrième république. Il se consacre alors exclusivement au journalisme.

## Sources
1. ↑  État civil sur le fichier des personnes décédées en France depuis 1970

Biographie sur le site de l'assemblée nationale